# بوب دارنيل
بوب دارنيل (بالإنجليزية: Bob Darnell)‏ هو لاعب كرة قاعدة أمريكي، ولد في 6 نوفمبر 1930 في ويوكا في الولايات المتحدة، وتوفي في 3 يناير 1995 في فريدريكسبورغ في الولايات المتحدة.

## وصلات خارجية
- بوب دارنيل على موقعبيزبول رفرنس.كوم (الدوري الرئيسي) (الإنجليزية)
- بوب دارنيل على موقعبيزبول رفرنس.كوم (الدوري الثانوي) (الإنجليزية)